# Carnosauria
Infra-ordre
Super-familles de rang inférieur
- † Allosauroidea

Familles de rang inférieur
- † Allosauridae
- † Carcharodontosauridae
- † Neovenatoridae (paraphylétique)
- † Metriacanthosauridae

Les Carnosauria, les carnosaures ou carnosauriens en français, forment un clade de grands dinosaures prédateurs qui vivaient au Jurassique et au Crétacé. 
Le plus connu dans ce groupe est Allosaurus. Depuis les années 1990,  les paléontologues ont découvert quelques très grands carnosauriens dans le groupe des carcharodontosauridés comme Giganotosaurus et Carcharodontosaurus qui devaient égaler en taille le fameux Tyrannosaurus. En revanche, et bien qu'elle ait été considérée autrefois comme faisant partie des carnosaures, la famille des tyrannosauridés, qui compte dans sa lignée des géants comme le tyrannosaure ou le tarbosaure, est en réalité une branche des cœlurosaures, un groupe de dinosaures carnivores de plus petite taille, comme Compsognathus.

## Datation

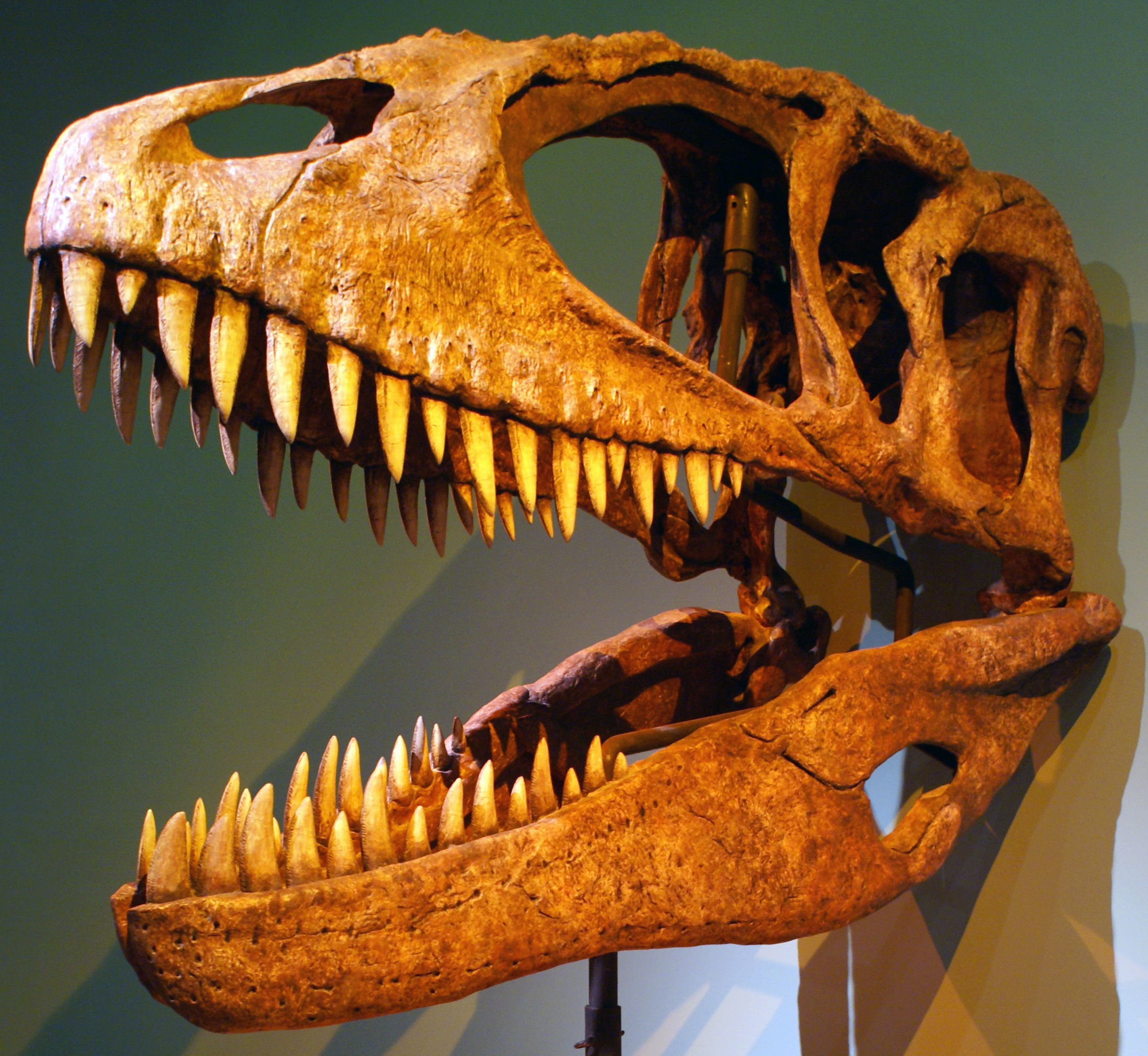
Reconstitution du crâne d'un Carnosauria : Carcharodontosaurus saharicus.

Les Carnosauria sont apparus au début du Jurassique moyen il y a environ 174 Ma (millions d'années). Les fossiles les plus récents sont des carcharodontosauridés :
- le genre Mapusaurus trouvé dans le Cénomanien d'Argentine[1] ;
- le genre Carcharodontosaurus découvert dans le Cénomanien ou Turonien inférieur en Afrique du Nord (Algérie, Maroc, Niger), il date d'environ 95 à 92 Ma (millions d'années)[2],[3].

Après le Turonien ils semblent avoir été remplacés sur le Gondwana par les plus petits théropodes de la famille des abélisauridés et en Laurasie (Amérique du Nord et Asie) par celle des tyrannosauridés. Cette disparition des carcharodontosauridés mais aussi des spinosauridés apparaît comme un remplacement global des faunes à l'échelle mondiale .
Des découvertes de restes partiels de carnosaures de la famille des carcharodontosauridés dans le Campanien ou Maastrichtien, soit d'un âge environ 10 à 25 millions d'années plus récent ont été plusieurs fois annocées,, mais cette hypothèse n'a pas été reprise par la communauté des paléontologues.  

## Caractéristiques
Ils sont caractérisés par de grands yeux, un crâne long et étroit et des modifications concernant les pieds et le bassin, le fémur étant plus long que le tibia. La tête était de grandes dimensions et dotée de fortes dents en forme de poignards. La courbure en « S » du cou suggère une musculature d'une forte puissance, et les mâchoires étaient très souples : de telles spécialisations laissent entendre que les carnosaures étaient des prédateurs particulièrement adaptés à chasser de grosses proies, comme les ornitischiens ou les jeunes sauropodes. Les pattes antérieures étaient courtes et fortes, munies de trois doigts, pendant que les pattes arrière étaient longues, robustes et adaptées à la course. Les grandes griffes présentes sur les quatre pattes étaient d'extraordinaires moyens d'attaque. La queue, longue et forte à la base comme celle de tous les tétanures, faisait contrepoids au corps projeté en avant.

## Origine et évolution
Il faut rechercher l'origine des carnosaures parmi les tétanures primitifs du groupe des megalosauridés, comme Megalosaurus ou Magnosaurus du Jurassique moyen, animal peu spécialisé. Les premiers carnosaures ont dû se développer vers la fin du Jurassique moyen, mais on en connaît très peu : un exemple en est Metriacanthosaurus en Angleterre. En bref, ces formes primitives ont donné naissance à deux familles : les allosauridés, superprédateurs typiques de l'Amérique du Nord mais qu'on a retrouvés aussi en Europe, et les métriacanthosauridés (anciennement sinraptoridés)

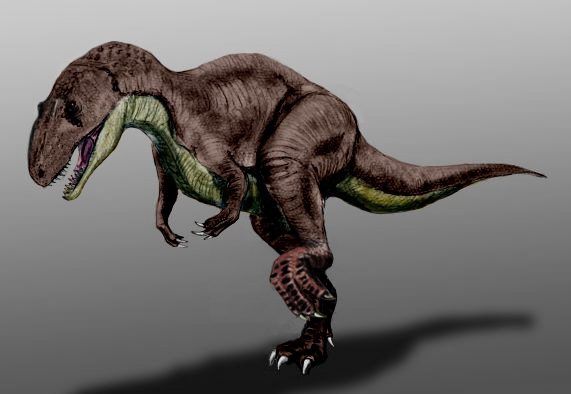
Sinraptor, un ,Métriacanthosauridés

 à la structure du corps plus légère et dont on a retrouvé des restes en Asie. Ces formes ont constitué les anneaux les plus élevés dans la chaîne alimentaire de leur habitat. Aux premiers temps du Crétacé, cependant, ces animaux se sont éteints, non sans avoir donné naissance à une race de carnosaures géants, les carcarodontosauridés, typiques du « Crétacé moyen » d'Afrique et d'Amérique du Sud. Ces prédateurs énormes, longs parfois de 13 mètres, comptent parmi les plus grands dinosaures carnivores ayant jamais vécu ; ils partageaient leur habitat avec des prédateurs de taille aussi impressionnante mais plus primitifs, les métriacanthosauridés.

## Carnosaures «traditionnels»
Le groupe des Carnosauria était traditionnellement utilisé comme un taxon poubelle (« fourre-tout ») où l'on rangeait tous les grands théropodes, mais au cours des années 1980 et 1990 des études ont révélé que si ce n'est la taille, les membres de ce groupe partageaient très peu de caractéristiques. Les plus anciens carnosaures ont été reclassifiés comme des théropodes plus primitifs, ou ont été placés parmi les Coelurosauria s'ils étaient plus étroitement apparentés aux oiseaux, comme les tyrannosauridés. D'autres anciens « carnosaures » constituent les mégalosauridés, les spinosauridés et les cératosaures. Même des non-dinosaures ont été considérés comme des carnosaures, par exemple le rauisuchien Teratosaurus.

### Liste des taxons de Carnosauria
- Infra-ordre des Carnosauria
  -     -       - Erectopus
      - Gasosaurus ?
      - Monolophosaurus ?
      - Siamotyrannus ?

  - Super-famille des Allosauroidea
    -       - Becklespinax ?

    - Famille des Allosauridae
    - Famille des Carcharodontosauridae
    - Famille des Neovenatoridae
    - Famille des Metriacanthosauridae